# Maria Tănase – Vol. 1

Maria Tănase – Volumul 1 este un album al cântăreței de muzică populară Maria Tănase. Piesele: 18, 19, 20, 21 sunt în limba franceză. Acompaniază orchestrele conduse de Victor Predescu, Nicușor Predescu și Ionel Banu.

## Detalii ale albumului
- Genre: Folk, World, & Country
- Style: Folklore
- Limbi: Romana / Franceza
- Casa de discuri: Electrecord
- Catalog #: ELCD 142
- Format: CD, Compilation, Digisleeve
- Data Lansari: 1994
- Durata albumului: (76'50")

## Lista pieselor
- 01 - Dragi mi-s cantecele mele
- 02 - Aseara ti-am luat basma
- 03 - Lung ii drumul Gorjului
- 04 - Pe vale, tato, pe vale
- 05 - Bun ii vinul ghiurghiuliu
- 06 - Aseara vantul batea
- 07 - Ciuleandra
- 08 - Marie si Marioara
- 09 - Hai, iu,iu
- 10 - Trenule, masina mica
- 11 - Batranete, haine grele
- 12 - Butelcuta mea
- 13 - Mi-am pus busuioc in par
- 14 - Marioara
- 15 - Colo-n vale-n gradinita
- 16 - Pe deal pe la Cornatel
- 17 - Cantec din Oas
- 18 - Tien, tien, tien et na!
- 19 -  La malediction d’amour
- 20 - Danse montagnarde
- 21 - Doina din Dolj
- 22 - Doda, dod
- 23 - Toderel
- 24 - Ma dusei sa trec la Olt